# Basanti Devi

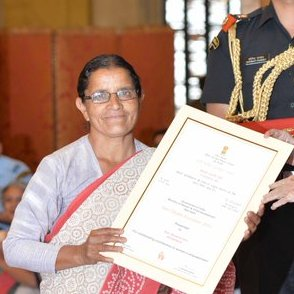
Basanti Devi bei der Entgegennahme des Nari Shakti Puraskar (2016)

Basanti Devi (Hindi बसंती देवी; geb. vor 1970 in Uttarakhand) ist eine indische Umweltschützerin. Sie engagiert sich für den Erhalt der Bäume im nordindischen Bundesstaat Uttarakhand. 2016 erhielt sie die höchste Auszeichnung für Frauen in Indien, den Nari Shakti Puraskar.

## Biographie
Basanti Devi verbrachte ihre Jugend in der Nähe des Gebirgsdorfes Kausani im Distrikt Almora. Sie lebte dort im Lakshmi Ashram, einem von der britischen Gandhi- und Chipko-Aktivistin Sarla Behn gegründeten Ashram für junge Mädchen. Sie war dort 1980 hingekommen, nachdem ihr Mann, den sie im Alter von zwölf Jahren geheiratet hatte, verstorben war. Sie hatte nur bis zu ihrer Heirat die Schule besucht, hatte aber nun die Möglichkeit, ihren Schulabschluss mit der 12. Klasse zu erreichen. Anschließend erwarb sie pädagogische Kenntnisse und als der Lakshmi Ashram begann, im ganzen Distrikt Balwadis [dt.: Vorschulen] zu eröffnen, ging sie dorthin, um als Lehrerin zu unterrichten. Erklärtes Ziel war eine gute Ausbildung der Mädchen, Vermeidung von Kinderehen und frühen Schwangerschaften, was auch von staatlicher Seite unterstützt wurde.

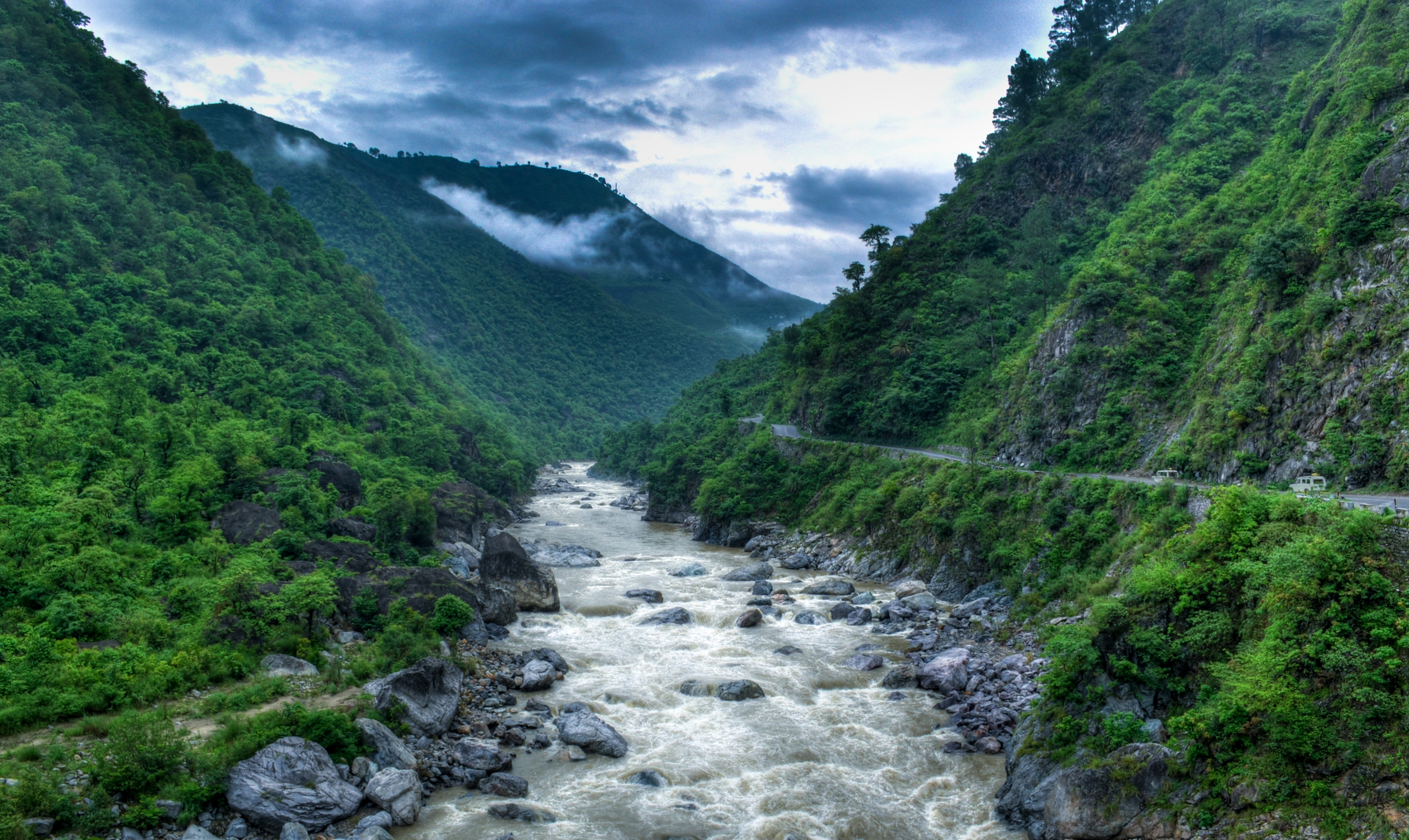
Fluss Kosi im Distrikt Almora

Basanti Devi engagierte sich als Umweltschützerin, insbesondere für den Erhalt der Bäume im Tal des Flusses Kosi in Uttarakhand, die durch Abholzungen massiv betroffen waren. Der Fluss stellt zum einen für seine Bewohner eine wichtige Ressource dar, zum anderen ist der Fluss oft auch für schwere Überschwemmungen in Bihar verantwortlich, wo Zehntausende Hektar Land und eine Million Menschen betroffen sein können. Basanti Devi erklärte den Frauen vor Ort, dass dies ihr Wald und ihr Land sei und durch die Abholzungen eine Austrocknung des Flusses drohe, und konnte sie in vielen Gesprächen überzeugen.
In Verhandlungen zwischen den Dorfbewohnern und den Holzunternehmen einigte man sich darauf, dass beide Seiten kein neues Holz mehr fällen würden. Die Dorfbewohner stimmten zu, dass sie nur noch altes Holz verbrennen würden. Devi organisierte eine Gemeindegruppe, in der sich beispielsweise Freiwillige zur Bekämpfung von Waldbränden zusammenfanden. Die Auswirkungen der Maßnahmen waren erst langsam zu sehen, aber es war zu beobachten, dass Quellen, die früher im Sommer austrockneten, jetzt das ganze Jahr über Wasser spendeten, und der Wald vielfältiger wurde, da mehr Laubbäume wie Eichen, Rhododendren und Myrica esculenta auftauchten.

## Auszeichnungen
- 2016 Nari Shakti Puraskar durch Präsident Pranab Mukherjee[5]